# Weinstadt
Weinstadt est une ville à 15 km à l’est de Stuttgart au Bade-Wurtemberg en Allemagne.

## Personnalités liées à la ville
- Friedrich Silcher (1789-1860), compositeur né à Schnait.
- Keven Schlotterbeck (1997-), footballeur né à Weinstadt.

## Jumelage
- Parthenay (France) depuis 1980